# No Cigar
No Cigar är en EP med det svenska punkrockbandet Millencolin, utgiven 8 maj 2001. Skivan utgavs av Burning Heart Records (Sverige), Epitaph Records (Nordamerika) och Shock Records (Australien).

## Låtlista
| 1.           | No Cigar                     | 2:43  |
| 2.           | Penguins & Polarbears        | 2:53  |
| 3.           | Queen's Gambit               | 2:39  |
| 4.           | Dinner Dog                   | 1:45  |
| 5.           | Fox                          | 2:02  |
| 6.           | Kemp                         | 3:14  |
| 7.           | Penguins & Polarbears (live) | 3:08  |
| 8.           | No Cigar (live)              | 2:38  |
| Total längd: | Total längd:                 | 21:02 |

| 1. | No Cigar                  |  |
| 2. | Black Eye                 |  |
| 3. | Buzzer (extended version) |  |

### Fotnoter
1. ↑  ”No Cigar”. Discogs.com. http://www.discogs.com/Millencolin-No-Cigar/release/2031219. Läst 15 april 2012.